# Петр (Гасилов)
Епи́скоп Пе́тр (в миру Фёдор Степа́нович Гаси́лов; 20 апреля [2 мая] 1869, Казаковка, Симбирская губерния — 19 января 1938, Восточно-Казахстанская область) — епископ Русской православной церкви, епископ Сызранский, викарий Самарской епархии.

## Биография
Фёдор Гасилов родился 20 апреля (2 мая) 1869 года в крестьянской единоверческой семье в с. Казаковка Казаковской волости Сызранского уезда Симбирской губернии, ныне село входит в Явлейский сельсовет Кузнецкого района Пензенской области.
В 1888 году окончил Казанскую духовную семинарию. В 1888 по 1901 год — учитель народных школ Министерства Народного Просвещения в Стерлитамакском уезде Уфимской губернии.
В 1898 году рукоположён во диакона. В 1914 году рукоположён в сан иерея. С 1914 по 1917 год — законоучитель в Уфе. В 1917 году, после смерти жены, пострижен в монашество.
21 декабря 1922 года в Уфе хиротонисан в единоверческого епископа Саткинского, викария Уфимской епархии. В хиротонии участвовал Иоанн (Поярков), епископ Давлекановский, викарий Уфимской епархии.
По благословению находившегося в заключении архиепископа Григория (Яцковского) епископ Иоанн вместе с епископом Петром в следующем году совершили в Уфе 2 хиротонии для Екатеринбургской епархии. 8 февраля 1923 года состоялась хиротония иеромонаха Льва (Черепанова) во епископа Нижнетагильского, а 9 февраля — архимандрита Иринея (Шульмина) во епископа Кушвинского.
11 февраля 1924 года Патриарха Тихона и Временный патриарший Священный синод постановили: «открыть в г. Осе Пермской епархии кафедру викарного епископа и переместить на нее викария Уфимской епархии епископа Петра Саткинского — на основании доклада и ходатайства Осинского уездного церковного совета».
12 апреля 1925 года подписал акт о передаче высшей церковной власти митрополиту Крутицкому Петру (Полянскому).
1 марта 1929 года назначен епископом Курганским. Назначение не принял.
30 мая 1932 года арестован, виновным себя не признал, осуждён на три года ссылки, 10 января 1933 года направлен этапом через ПП ОГПУ за Урал. Через год и пять месяцев досрочно освобождён.
С 26 июня 1934 года — епископ Сызранский, викарий Самарской епархии. 18 октября 1936 года арестован по обвинению «контрреволюционной деятельности» и 27 марта 1937 года приговорен Особым совещанием при НКВД СССР по ст. ст. 58-10 и 58-11 УК РСФСР к 5 годам ссылки в Казахскую ССР, сослан под Семипалатинск в деревню Новая Шульба.
29 января 1937 года официально уволен на покой.
Арестован 17 ноября 1937 г. Новошульбинский РО НКВД. 1 декабря 1937 года был осуждён тройкой при УНКВД СССР по Восточно-Казахстанской области. по обвинению «контрреволюционная деятельность». Был приговорён к высшая мере наказания — расстрел. Приговор приведён в исполнение 19 января 1938 года. Место погребения неизвестно.
Реабилитирован 28 апреля 1989 года Семоблпрокуратурой по Указу ПВС СССР ОТ 16.01.1989 по приговору 1 декабря 1937 года, а 8 июня 1989 года — Куйбышевской облпрокуратурой по приговору 27 марта 1937 года.

## Семья
Стефан и София — родители Фёдора Гасилова.
Жена Лидия, трое детей:
- Михаил, был белым офицером, затем полковник РККА, репрессирован в 1928 году, участник Великой Отечественной войны.
- Мария, сестра милосердия (в годы гражданской войны на стороне белых), была в эмиграции, возвратилась в СССР и ушла в Новодевичий монастырь, в начале 30-х годов умерла от чахотки.
- Фёдор, погиб в 1941 году.